# Qionglin
Qionglin (chinesisch 芎林鄉, Pinyin Qiónglín xiāng, Hakka: Khiûng-lìm-hiông / Giungˋ lim hiongˋ) ist eine Landgemeinde des Landkreises Hsinchu in der Republik China (Taiwan).

## Lage und Beschreibung

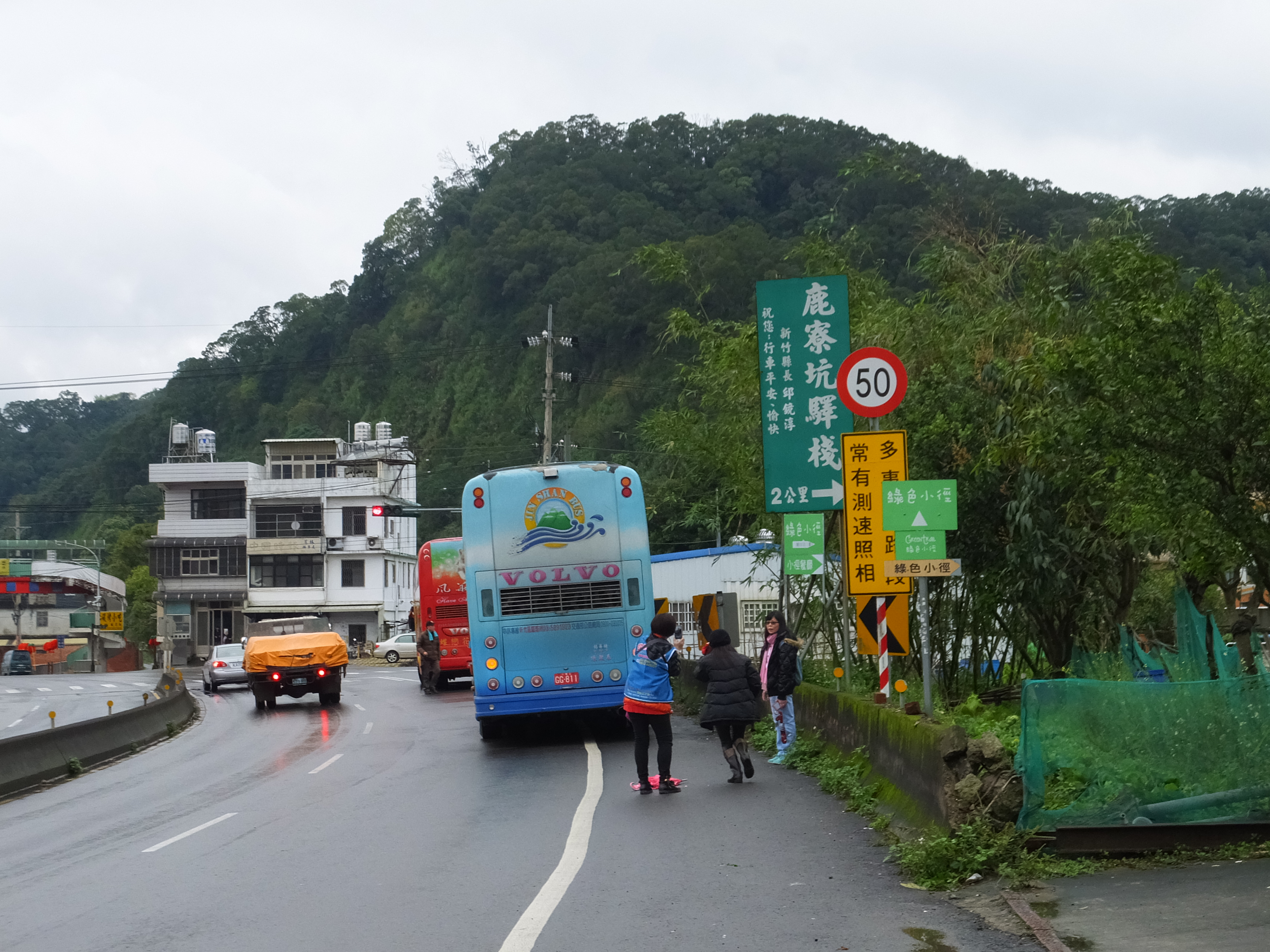
Straße in Luliaokeng

Qionglin liegt im Zentrum des Landkreises Hsinchu am Übergang zwischen dem gebirgigen Land im Osten und der Hsinchu-Ebene im Westen Sein Gebiet hat grob die Form eines von Nordwest nach Südost langgestreckten unregelmäßigen Ovals. Im Norden grenzt es an Xinpu und Guanxi, im Südosten an Hengshan, im Südwesten an Zhudong und im Westen an Zhubei. 
Über 90 % der Einwohner Qionglins gehören der Volksgruppe der Hakka an.
In Qionglin befindet sich die private Minth-Universität für Naturwissenschaft und Technik (MITUST, 敏實科技大學 Minshi Keji Daxue).

## Geschichte

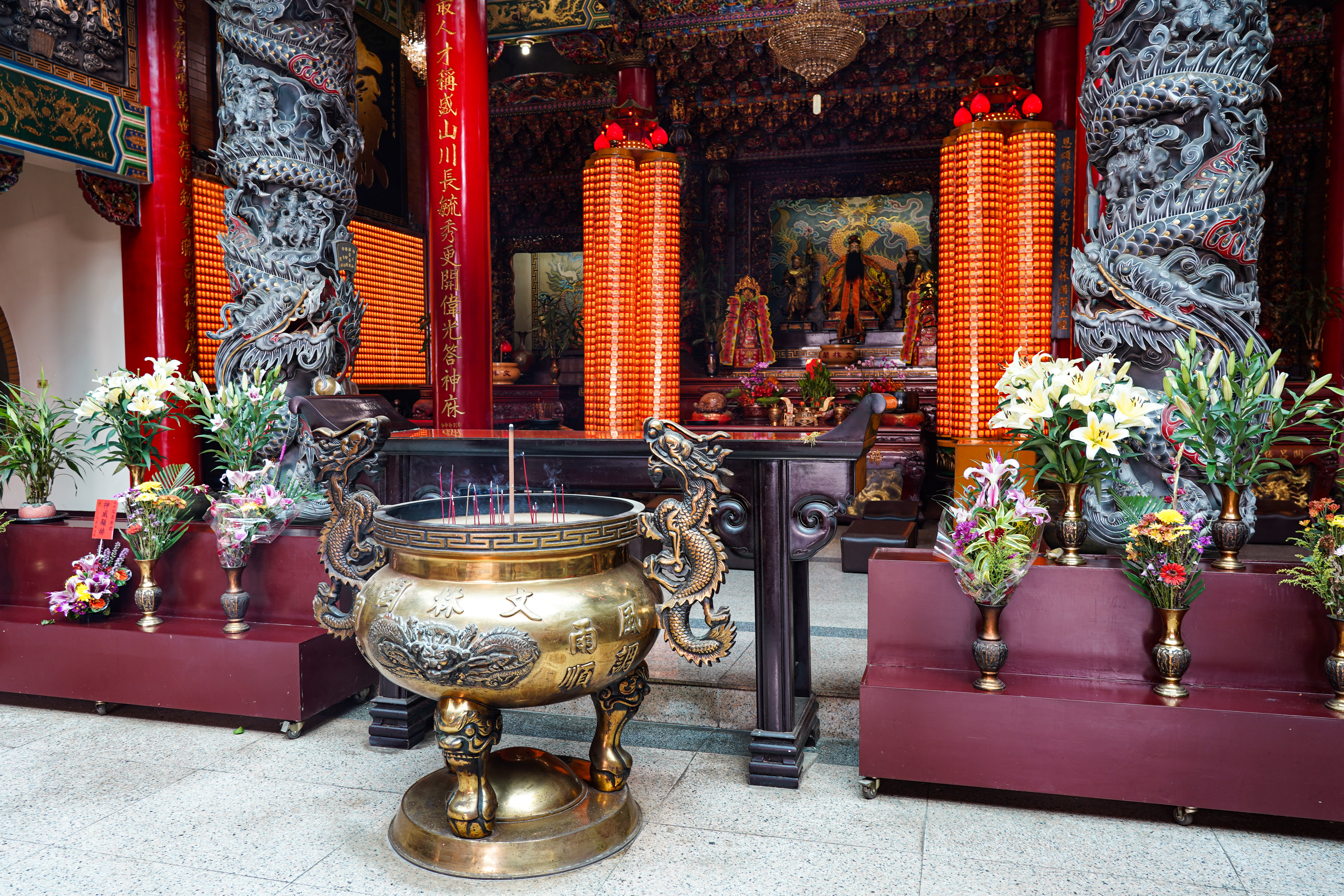
Im Tempel Wenlin Ge (文林閣)

In der Gegend des heutigen Qionglin lebten ursprünglich taiwanische Ureinwohner von den Völkern der Atayal und Saisiyat. Die Besiedlung durch chinesische Einwanderer begann erst vergleichsweise spät in der zweiten Hälfte des 18. Jahrhunderts.
Der Name des Ortes rührt von der hier wachsenden Lagerstroemia subcostata, chinesisch: 九芎 (jiuqiong) her und lautete zunächst Jiuqionglin, „Lagerströmienwald“. Das erste Schriftzeichen wurde zur Zeit der japanischen Herrschaft über Taiwan gestrichen und die Gegend zu einer Landgemeinde zusammengefasst. Nach der Übernahme Taiwans durch die Republik China wurde Qionglin 1950 in den neuen Landkreis Hsinchu eingegliedert.

## Verkehr und Wirtschaft

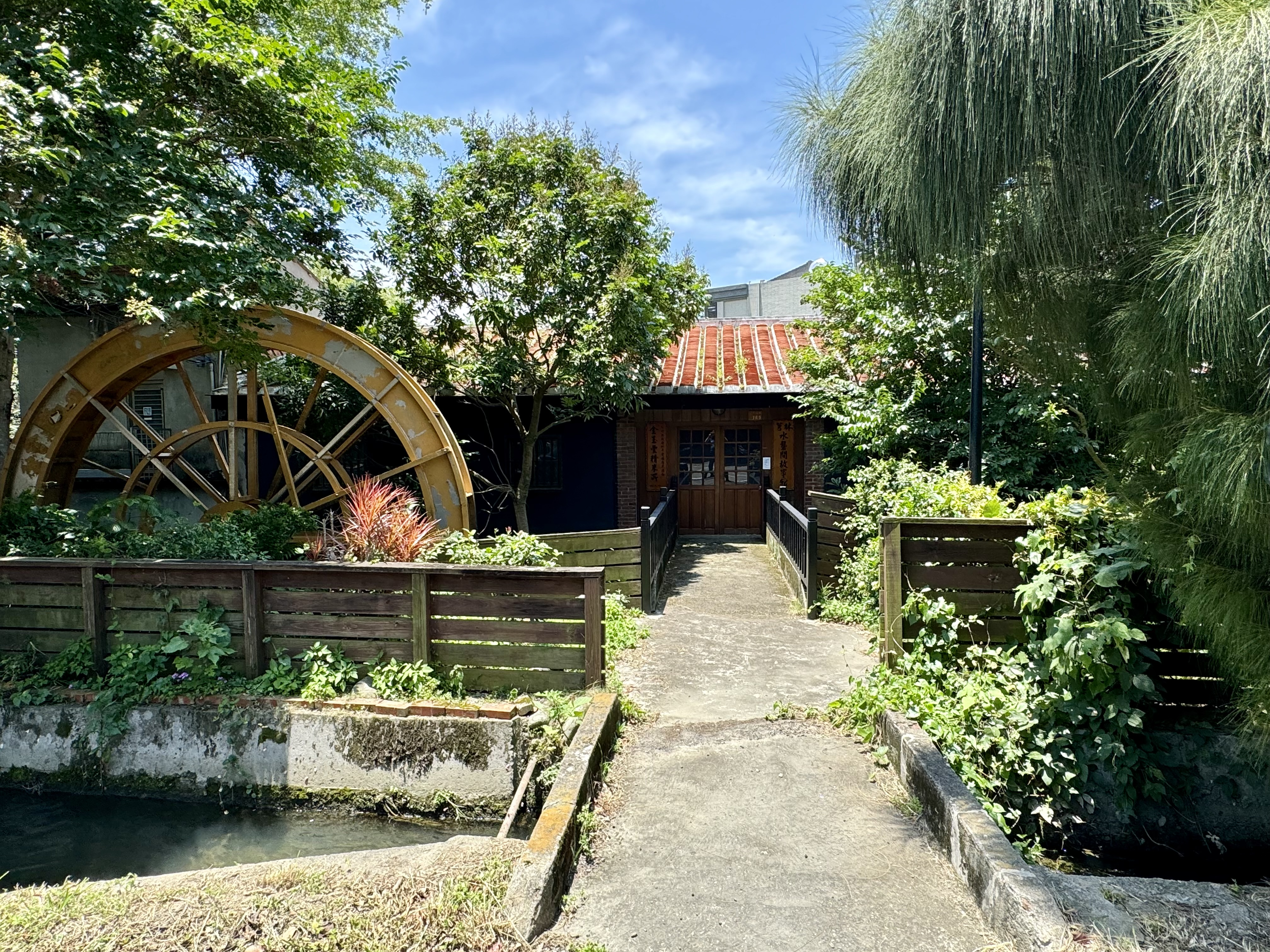
Reismühle

Qionglin wird im Zentrum des Gemeindegebiets von Nordost nach Südwest von der Autobahn Nationalstraße 3 durchquert, mit einer Abfahrt an der Grenze zu Zhudong. Entlang des Flusses Touqian (頭前溪), der die Grenze zu Zhudong bildet, führt die Kreisstraße 120 aus südöstlicher in nordwestliche Richtung. Auf der anderen Seite des Flusses auf dem Gebiet Zhudongs verläuft die Provinz-Schnellstraße 68 in derselben Richtung. Über beide Verkehrswege ist Qionglin mit den dicht besiedelten Gebieten in Zhubei, Zhudong und der Stadt Hsinchu verbunden. Der Öffentliche Nahverkehr besteht aus Buslinien.
Qionglin ist eine landwirtschaftlich geprägte Gemeinde. Zu den Haupterzeugnissen zählen Reis, Zitrusfrüchte, Nashi-Birnen und Tomaten.

## Kultur und Sehenswürdigkeiten

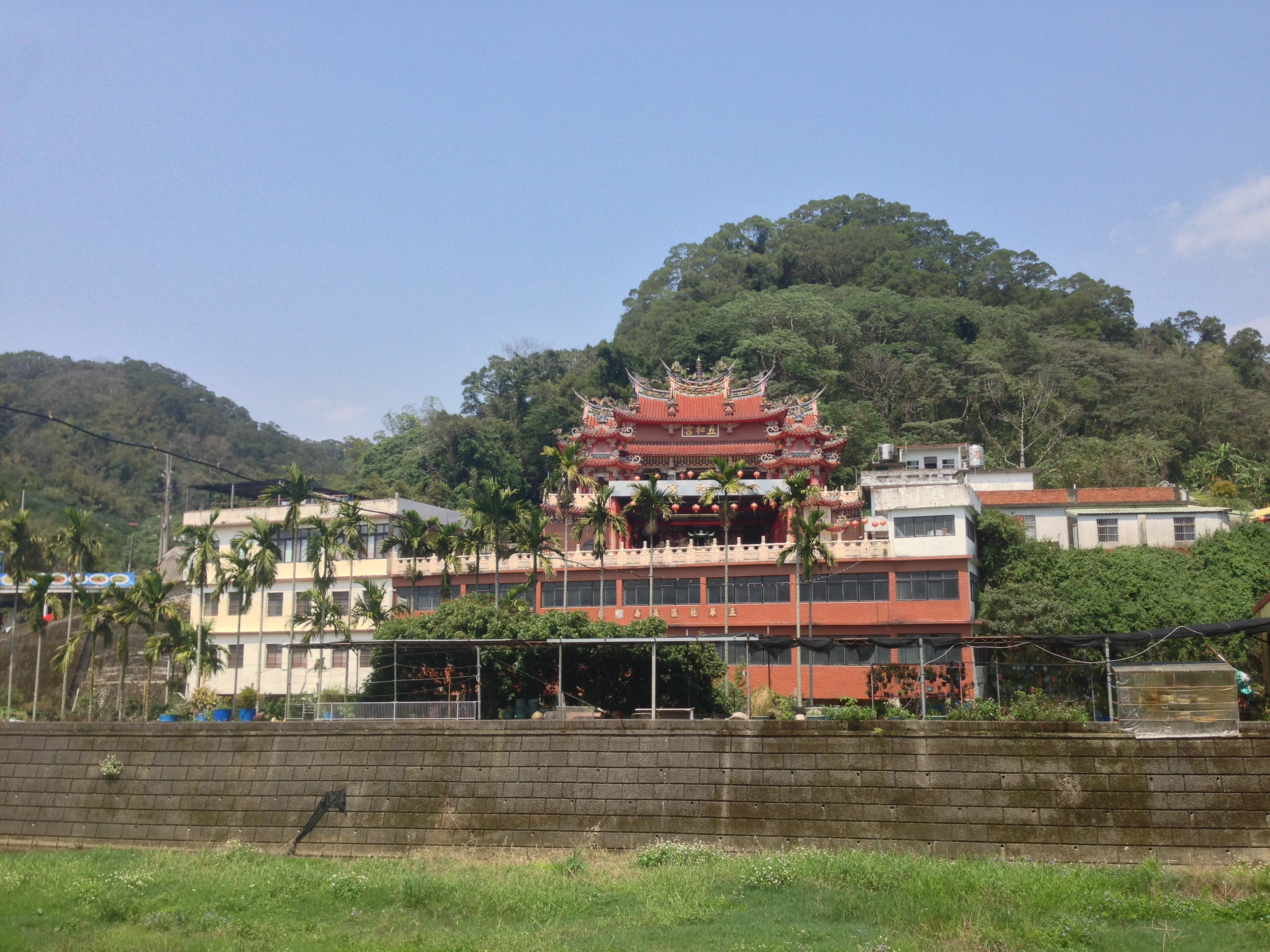
Der Wuhe Gong

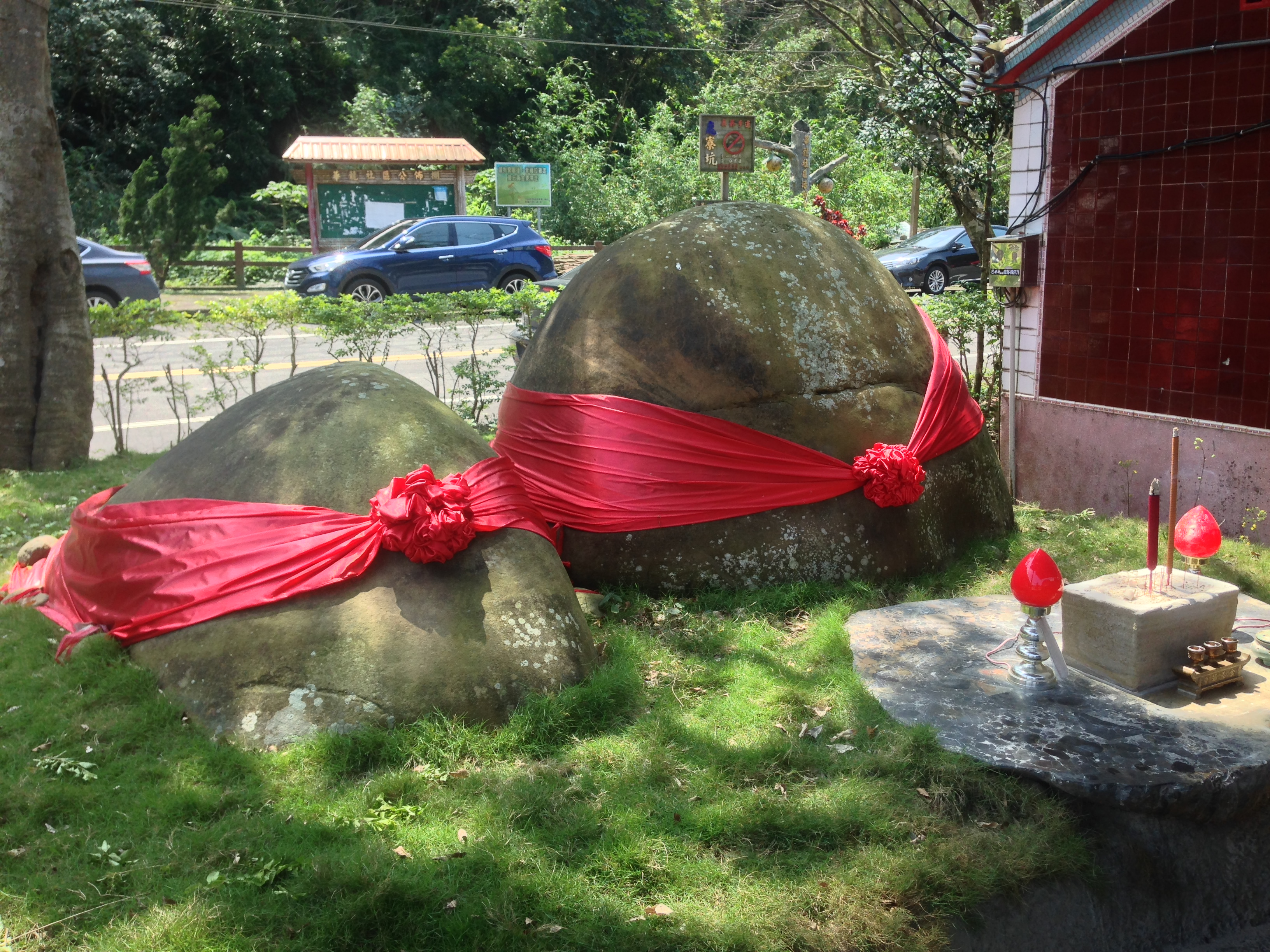
Herr und Frau Stein

In Qionglin gibt es einige daoistische und buddhistische Tempel sowie christliche Gemeinden. Im Dorf Wulong steht der 1796 gegründete Mazu-Tempel Wuhe Gong (五和宮), der seine Geschichte auf das in Shantou (Guangdong) befindliche Heiligtum Tianhou Gumiao (天后古廟) zurückführt. Ebenso wie dort werden auch in Wulong an Mazus Geburtstag (dem 23. Tag des dritten Mondmonats) zu Ehren der Göttin Hühner in die Freiheit entlassen.
In der Siedlung Luliaokeng gibt es den Shiye Shiniang Miao (石爺石娘廟), den „Herr-und-Frau-Stein-Tempel“, in dem ein als Ehepaar angesehenes Paar großer runder Steine verehrt wird. Ihr „Hochzeitstag“, der 29. März, wird als „Valentinstag der Hakka“ begangen.
Ein beliebtes Ausflugsziel Qionglins ist der Berg Feifeng Shan (飛鳳山) im Südosten der Gemeinde. Der 423 m hohe grün bewachsene Berg ist durch Wanderwege erschlossen, die an zwei Tempeln, dem Daiquan Tang (代勸堂) und dem Yungu Si (雲谷寺) vorbeiführen. Der Berg ist berühmt für die Blüte seiner Ume-Pflaumenbäume im Winter und seiner Flammenbäume im Sommer. Von der Aussichtsplattform auf dem Gipfel hat man einen guten Blick auf die Umgebung und kann bei günstigem Wetter sogar den 55 km entfernten Wolkenkratzer Taipei 101 sehen, das Wahrzeichen der taiwanischen Hauptstadt.